# Evangelía Vayonáki
Evangelía Vayonáki (en grec Ευαγγελία Βαγιωνάκη), née le 16 août 1953 à Neo Chorio en Grèce, est une femme politique grecque.

## Biographie
Aux élections législatives grecques de janvier 2015, elle est élue députée au Parlement grec sur la liste de la SYRIZA dans la circonscription de La Canée.